# Carlo Giovanardi

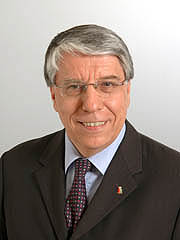
Carlo Giovanardi (2008)

Carlo Amedeo Giovanardi (* 15. Januar 1950 in Modena) ist ein italienischer Politiker. Er war von 1998 bis 2001 Vizepräsident der italienischen Abgeordnetenkammer, von 2001 bis 2006 Minister für Beziehungen zum Parlament sowie von 2008 bis 2018 Senator.

## Leben
Giovanardi hat einen Universitätsabschluss in Jura und ist als Anwalt zugelassen. 1969 trat er der Democrazia Cristiana bei. Für diese war er Gemeinderat in Modena und später Fraktionsvorsitzender im Regionalrat von Emilia-Romagna. Bei der Parlamentswahl 1992 wurde er erstmals in die Camera dei deputati gewählt.
Bei der Spaltung der DC im Januar 1994 schloss er sich dem von Clemente Mastella und Pier Ferdinando Casini geführten Centro Cristiano Democratico (CCD) an, das mit Silvio Berlusconis Partei Forza Italia kooperierte. Auf der gemeinsamen Liste von Forza Italia und CCD wurde Giovanardi 1994 wiedergewählt. Von Mai 1995 bis zum vorzeitigen Ende der Legislaturperiode im Mai 1996 war er Fraktionsvorsitzender der CCD. Von November 1998 bis Mai 2001 war er einer der vier Vizepräsidenten der Abgeordnetenkammer.
Bei der Parlamentswahl 2001 gewann Giovanardi das Direktmandat im Wahlkreis von Lecco. In Berlusconis zweitem und drittem Kabinett fungierte er von Juni 2001 bis Mai 2006 als Minister für Beziehungen zum Parlament. Die CCD fusionierte 2002 mit der ebenfalls christdemokratischen CDU zur Unione dei Democratici Cristiani e di Centro (UDC), der Giovanardi anschließend angehörte. In der Legislaturperiode von 2006 bis 2008 war er Vorsitzender des Ausschusses für Anklageermächtigung und des parlamentarischen Ausschusses für Anklageverfahren.
Im Vorfeld der Parlamentswahl 2008 verließ die UDC Berlusconis Mitte-rechts-Bündnis Casa delle Libertà und kündigte eine unabhängige Kandidatur als Unione di Centro unter Führung Casinis an. Daraufhin trat Giovanardi aus der UDC aus und gründete im Februar 2008 die Partei Popolari Liberali (PL). Diese kandidierte bei der Parlamentswahl im April 2008 auf der Liste von Berlusconis neuer Mitte-rechts-Sammelpartei Il Popolo della Libertà (PdL). Bei dieser Wahl wurde Giovanardi nicht in die Abgeordnetenkammer, sondern in den Senat gewählt. Dort saß er in der PdL-Fraktion. Anschließend ernannte Berlusconi Giovanardi zum Staatssekretär im Ministerratspräsidium mit Zuständigkeit für Familien- und Drogenpolitik sowie Zivildienst. Diese Position hatte er bis zum Rücktritt der Regierung Berlusconi im November 2011 inne. Im März 2009 trat Giovanardi in die PdL ein und wandelte die Popolari Liberali in eine innerparteiliche Strömung (corrente) der PdL um. 
Bei der Parlamentswahl 2013 verteidigte Giovanardi seinen Senatssitz. Als sich die PdL im November desselben Jahres spaltete, trat Giovanardi zur Nuovo Centrodestra von Angelino Alfano über. Im November 2015 gründete er gemeinsam mit Gaetano Quagliariello die liberal-konservative Kleinpartei Identità e Azione (IDeA). Zur Parlamentswahl 2018 trat er nicht mehr an.